# Printf("shiver in eternal darkness/n");
Albums de Venetian Snares
Greg Hates Car Culture (en)
(1999) Making Orange Things
(2001)
printf("shiver in eternal darkness/n"); est un album studio de breakcore commercialisé en mai 2000 par le compositeur canadien Venetian Snares. L'album fait usage de drumbeats distordus et de basses à faible fréquence pour créer une atmosphère extrêmement abrasive, similaire à l'un de ses albums successeurs, Doll Doll Doll. L'album est bien accueilli par la presse spécialisée,.
Le titre de l'album est une ligne de code en langage C, ayant pour résultat d'afficher "shiver in eternal darkness". On peut supposer que le titre contient d'ailleurs une erreur, /n devant être remplacé par \n pour effectuer un retour à la ligne.

## Listes des pistes
1. Salt – 5:05
2. Hours – 3:08
3. Intense Demonic Attacks – 4:05
4. Cruel Whole – 6:25
5. Suasive Chess Strategy – 5:47
6. Aqap – 5:59
7. Mouth – 7:49
8. C8 Diversity – 5:28
9. Fire Is the Devil – 6:23
10. Molting – 4:19
11. Punishing the Atoms – 5:40
12. Stuck – 9:27
13. Cruel Whole (Abelcain Remix) – 3:53
14. Mismo Canibalismo - 4:02 (uniquement dans la version 2013 de l'album)
15. Diffuse Vertigo Jenny - 4:49 (uniquement dans la version 2013 de l'album)
16. Intense Demonic Attacks (Most Intense Remix) - 4:07 (uniquement dans la version 2013 de l'album)